# Gawin Caskey
Gawin Caskey (tiếng Thái: กวิน แคสกี้; sinh ngày 8 tháng 8 năm 1997), thường được gọi là Fluke Gawin  (tiếng Thái: ฟลุ๊ค กวิน) hoặc Fluke (tiếng Thái: ฟลุ๊ค), là một diễn viên, ca sĩ người Thái.  Anh được biết đến với các vai diễn trong Dark Blue Kiss, Not Me và Be My Favourite.

## Tiểu sử và giáo dục
Gawin "Fluke" Caskey sinh ngày 8 tháng 8 năm 1997 tại Bangkok, Thái Lan. Anh là người Thái gốc Mỹ. Anh hoàn thành trung học tại trường Trung học McDowell, Hoa Kỳ. Vào tháng 1 năm 2023, anh đã hoàn thành chương trình quản lý kinh doanh quốc tế, và tốt nghiệp Khoa Quản trị Kinh doanh và Kinh tế tại Đại học Assumption (ABAC), Băng Cốc.

## Sự nghiệp
Vào năm 2018, Fluke tham gia ngành giải trí với vai diễn đầu tiên "Mork" trong bộ phim truyền hình Kiss Me Again, sản xuất bởi GMMTV. Vai diễn đó lại được xuất hiện trong Dark Blue Kiss năm 2019, đã khiến anh trở nên nổi tiếng.
Từ năm 2018 trở đi, Fluke tham gia nhiều vai phụ như "Mile" trong Girl Next Room: Motorbike Baby, "Saifah" trong Enchanté, và "D-day" trong Oops! Mr. Superstar Hit on Me. Vai "Dan" trong phim Not Me đã mang anh đến với nhiều người hâm mộ quốc tế.
Vào năm 2023, Fluke với vai chính đầu tiên "Pisaeng" phản diện với Krist Perawat trong phim Be My Favourite, dựa trên tiểu thuyết "You Are My Favorite" (บทกวีของปีแสง) của Jittirain.

## Sự nghiệp âm nhạc
Vào năm 2019, Fluke có cơ hội góp giọng trong OST của Dark Blue Kiss, phần tiếp theo của bộ phim anh đóng vai diễn đầu tay nhận được nhiều sự đón nhận nồng nhiệt. Sau đó, anh đã hát vài ca khúc và đạt được danh hiệu "The Voice of GMMTV".
Vào năm 2021, anh hát ca khúc "Dust" trong Nabi, My Stepdarling OST, và "Just Understood" trong Oh My Boss. Vào năm 2022 anh hát nhiều ca khúc nhạc phim như "You Mean The World" trong bộ phim truyền hình nổi tiếng F4 Thailand, "Je T’aime À La Folie" trong Enchanté, và "Counting Stars" trong Astrophile.
Fluke có tham gia dự án cover các ca khúc của nghệ sĩ GMMTV sang tiếng Anh và nhận được nhiều đánh giá tích cực. Bài hát cover "Yellow" cùng với Vachirawit Chivaaree khá phổ biến với người nghe. Những bài hát cover đáng chú ý khác của anh là "Memories", "Best Part", "This Town", "Before You Go" và "Flightless Bird, American Mouth".

## Danh sách phim

### Truyền hình
| Năm  | Tiêu đề                        | Vai trò                       | Ghi chú   | Kênh   | Ref.          |
| ---- | ------------------------------ | ----------------------------- | --------- | ------ | ------------- |
| 2018 | Kiss Me Again                  | Mork                          | Vai phụ   | GMM 25 | [ 61 ] [ 62 ] |
| 2019 | Dark Blue Kiss                 | Mork                          | Vai phụ   | GMM 25 | [ 63 ] [ 64 ] |
| 2020 | Girl Next Room: Motorbike Baby | Mile                          | Vai phụ   | GMM 25 | [ 65 ] [ 66 ] |
| 2021 | Not Me                         | Danai Ratchapakdee "Dan"/UNAR | Vai phụ   | GMM 25 | [ 67 ] [ 68 ] |
| 2022 | Enchanté                       | Saifa                         | Vai phụ   | GMM 25 | [ 69 ] [ 70 ] |
| 2022 | Oops! Mr. Superstar Hit on Me  | D-Day                         | Vai phụ   | GMM 25 | [ 71 ] [ 72 ] |
| 2023 | Be My Favorite                 | Pisaeng                       | Vai chính | GMM 25 | [ 73 ] [ 74 ] |
| 2024 | Perfect 10 Liners              | Warm                          | Vai phụ   | GMM 25 | [ 75 ] [ 76 ] |
| 2025 | My Golden Blood                | Tong                          | Vai chính | GMM 25 | [ 77 ] [ 78 ] |

### Xuất hiện trong video ca nhạc
| Năm  | Ca khúc                                        | Ca sĩ            | Hãng đĩa      | Ref.          |
| ---- | ---------------------------------------------- | ---------------- | ------------- | ------------- |
| 2020 | Better Man (แค่อีกครั้ง)                           | Fiat Pattadon    | GMMTV Records | [ 79 ] [ 80 ] |
| 2023 | REDO (ย้อนเวลา) Be My Favorite OST              | Krist Perawat    | GMMTV Records | [ 81 ] [ 82 ] |
| 2023 | Thankful (ขอบคุณเท่าไหร่ก็ไม่พอ) Be My Favorite OST | Krist Perawat    | GMMTV         | [ 83 ] [ 84 ] |
| 2025 | Just You My Golden Blood OST                   | Way-ar Sangngern | GMMTV Records | [ 85 ]        |
| 2025 | Ever After My Golden Blood OST                 | Way-ar Sangngern | GMMTV Records | [ 86 ]        |

## Danh sách đĩa nhạc

### Nhạc phim
| Năm  | Tiêu đề                                               | Phim                           | Hãng đĩa      | Ref.            |
| ---- | ----------------------------------------------------- | ------------------------------ | ------------- | --------------- |
| 2019 | ต่อให้เป็นจูบสุดท้าย (Dtor Hai Bpen Joop Soot Tai)          | Dark Blue Kiss                 | GMMTV Records | [ 87 ] [ 88 ]   |
| 2021 | Dust (เศษ)                                            | Nabi, My Stepdarling           | GMMTV Records | [ 89 ] [ 90 ]   |
| 2021 | Just Understood (เพิ่งเข้าใจ)                            | Oh My Boss                     | GMMTV Records | [ 91 ] [ 92 ]   |
| 2022 | You Mean the World (โลกของฉันคือเธอ)                    | F4 Thailand: Boys Over Flowers | GMMTV Records | [ 93 ] [ 94 ]   |
| 2022 | Je T’aime À La Folie (รู้แค่ผมรักคุณก็พอ)                   | Enchanté                       | GMMTV Records | [ 95 ] [ 96 ]   |
| 2022 | Counting Stars (นับดาว)                                | Astrophile                     | GMMTV Records | [ 97 ] [ 98 ]   |
| 2022 | Be Mine (แม่ไม่ชอบ แต่ฉันชอบ)                             | The Three GentleBros           | GMMTV Records | [ 99 ] [ 100 ]  |
| 2022 | Sweet but Naughty                                     | The Warp Effect                | GMMTV Records | [ 101 ] [ 102 ] |
| 2023 | สิ่งเดียวที่ไม่ยอม (Unable)                                 | Be My Favorite                 | GMMTV Records | [ 103 ] [ 104 ] |
| 2023 | It Might Be You (เธอก็พอ) cùng với Perawat Sangpotirat | Be My Favorite                 | GMMTV Records | [ 105 ] [ 106 ] |

### Chuyến lưu diễn
| Năm  | Tên                               | Ghi chú                                                                                            | Ref.                            |
| ---- | --------------------------------- | -------------------------------------------------------------------------------------------------- | ------------------------------- |
| 2022 | Polca the Journey Dark Blue Kiss  | ต่อให้เป็นจูบสุดท้าย (Dtor Hai Bpen Joop Soot Tai) cùng với Pod Suphakorn All 4 Nothing (I'm So In Love) | [ 107 ] [ 108 ] [ 109 ] [ 110 ] |
| 2022 | Shooting Star Concert F4 Thailand | Song ca với Bright Vachirawit Chivaaree trong Lost Stars                                           | [ 111 ] [ 112 ] [ 113 ] [ 114 ] |
| 2023 | GMMTV Musicon                     | Ở Tokyo                                                                                            | [ 115 ] [ 116 ]                 |
| 2025 | GMMTV FANDAY 21 IN VIETNAM        | Cùng với Way-ar Sangngern tại Nhà hát Quân đội, Thành phố Hồ Chí Minh                              | [ 117 ]                         |

### Bản cover chính thức
| Năm  | Tên                                         | Hãng đĩa      | Ref.            |
| ---- | ------------------------------------------- | ------------- | --------------- |
| 2020 | เพลง ดวงใจ                                  | GMMTV         | [ 118 ] [ 119 ] |
| 2022 | All 4 Nothing (I'm So In Love)              | GMMTV Records | [ 120 ] [ 121 ] |
| 2022 | Save Your Tears cùng với Aye Sarunchana     | GMMTV Records | [ 122 ] [ 123 ] |
| 2023 | REDO (ย้อนเวลา) cùng với Perawat Sangpotirat | RISER Music   | [ 124 ] [ 125 ] |